# NDC1
NDC1‏ (NDC1 transmembrane nucleoporin) هوَ بروتين يُشَفر بواسطة جين NDC1 في الإنسان.